# Тонопа (Аризона)
Тонопа (англ. Tonopah) — переписна місцевість (CDP) в США, в окрузі Марікопа штату Аризона. Населення — 23 особи (2020).

## Географія
Тонопа розташована за координатами 33°29′17″ пн. ш. 112°55′51″ зх. д. / 33.48806° пн. ш. 112.93083° зх. д. (33.487986, -112.930811).  За даними Бюро перепису населення США в 2010 році переписна місцевість мала площу 3,54 км², уся площа — суходіл.

### Клімат
| Клімат : Тонопа                              | Клімат : Тонопа | Клімат : Тонопа | Клімат : Тонопа | Клімат : Тонопа | Клімат : Тонопа | Клімат : Тонопа | Клімат : Тонопа | Клімат : Тонопа | Клімат : Тонопа | Клімат : Тонопа | Клімат : Тонопа | Клімат : Тонопа | Клімат : Тонопа |
| Показник                                     | Січ.            | Лют.            | Бер.            | Квіт.           | Трав.           | Черв.           | Лип.            | Серп.           | Вер.            | Жовт.           | Лист.           | Груд.           | Рік             |
| Абсолютний максимум, °C                      | 27,8            | 32,8            | 36,7            | 40,6            | 46,1            | 49,4            | 48,3            | 47,2            | 45,0            | 40,0            | 34,4            | 30,6            | 49,4            |
| Середній максимум, °C                        | 18,7            | 21,5            | 24,4            | 29,7            | 34,7            | 39,9            | 41,6            | 40,3            | 37,3            | 31,3            | 24,1            | 19,0            | 30,2            |
| Середній мінімум, °C                         | 2,7             | 4,5             | 6,3             | 10,3            | 15,4            | 19,9            | 25,0            | 24,2            | 19,5            | 12,8            | 6,2             | 2,5             | 12,4            |
| Абсолютний мінімум, °C                       | −8,3            | −5,6            | −5              | −3,3            | 5,0             | 9,4             | 15,6            | 12,2            | 5,6             | 1,7             | −8,9            | −10             | −10             |
| Норма опадів, мм                             | 27              | 22              | 19              | 7               | 1               | 2               | 16              | 30              | 14              | 11              | 15              | 29              | 194             |
| -------------------------------------------- | --------------- | --------------- | --------------- | --------------- | --------------- | --------------- | --------------- | --------------- | --------------- | --------------- | --------------- | --------------- | --------------- |
| Джерело: The Western Regional Climate Center |                 |                 |                 |                 |                 |                 |                 |                 |                 |                 |                 |                 |                 |

## Демографія
Згідно з переписом 2010 року, у переписній місцевості мешкало 60 осіб у 29 домогосподарствах у складі 16 родин. Густота населення становила 17 осіб/км².  Було 30 помешкань (8/км²).
Расовий склад населення:
| - 86,7 % — білих - 3,3 % — азіатів - 1,7 % — корінних американців - 8,3 % — осіб інших рас |

До двох чи більше рас належало 0,0 %. Частка іспаномовних становила 23,3 % від усіх жителів.
За віковим діапазоном населення розподілялося таким чином: 21,7 % — особи молодші 18 років, 60,0 % — особи у віці 18—64 років, 18,3 % — особи у віці 65 років та старші. Медіана віку мешканця становила 52,3 року. На 100 осіб жіночої статі у переписній місцевості припадало 122,2 чоловіків;  на 100 жінок у віці від 18 років та старших — 123,8 чоловіків також старших 18 років.
Цивільне працевлаштоване населення становило 19 осіб. Основні галузі зайнятості: будівництво — 52,6 %, роздрібна торгівля — 47,4 %.